# Арчер-Лодж (Північна Кароліна)
Арчер-Лодж (англ. Archer Lodge) — місто (англ. town) в США, в окрузі Джонстон штату Північна Кароліна. Населення — 4797 осіб (2020).

## Географія
Арчер-Лодж розташований за координатами 35°41′0″ пн. ш. 78°22′23″ зх. д. / 35.68333° пн. ш. 78.37306° зх. д. (35.683224, -78.373105).  За даними Бюро перепису населення США в 2010 році місто мало площу 24,10 км², з яких 24,03 км² — суходіл та 0,07 км² — водойми.

## Демографія
Згідно з переписом 2010 року, у місті мешкали 4292 особи в 1485 домогосподарствах у складі 1179 родин. Густота населення становила 178 осіб/км².  Було 1536 помешкань (64/км²).
Расовий склад населення:
| - 81,0 % — білих - 8,8 % — чорних або афроамериканців - 0,6 % — корінних американців - 0,3 % — азіатів - 7,2 % — осіб інших рас |

До двох чи більше рас належало 2,1 %. Частка іспаномовних становила 12,2 % від усіх жителів.
За віковим діапазоном населення розподілялося таким чином: 30,9 % — особи молодші 18 років, 63,7 % — особи у віці 18—64 років, 5,4 % — особи у віці 65 років та старші. Медіана віку мешканця становила 34,1 року. На 100 осіб жіночої статі у місті припадало 97,0 чоловіків;  на 100 жінок у віці від 18 років та старших — 97,7 чоловіків також старших 18 років.
Середній дохід на одне домашнє господарство  становив 67 727 доларів США (медіана — 63 026), а середній дохід на одну сім'ю — 73 556 доларів (медіана — 68 065). Медіана доходів становила 45 893 долари для чоловіків та 35 082 долари для жінок. За межею бідності перебувало 1,9 % осіб, у тому числі 0,0 % дітей у віці до 18 років та 0,0 % осіб у віці 65 років та старших.
Цивільне працевлаштоване населення становило 2522 особи. Основні галузі зайнятості: освіта, охорона здоров'я та соціальна допомога — 22,4 %, будівництво — 15,4 %, виробництво — 12,5 %, транспорт — 10,6 %.